# Bettine van Vuuren
Pour les articles homonymes, voir Van Vuuren.
Bettine Jansen van Vuuren est une zoologiste et professeur de zoologie sud-africaine, responsable adjointe du département de zoologie à l'université de Johannesbourg.

## Formation
Van Vuuren effectue ses études à l'université de Pretoria. Elle obtient son doctorat en zoologie, en 2000, sur le thème de la phylogénie moléculaire de l'antilope céphalophe (Mammalia: Cephalophini) Elle est membre de la Société entomologique de l'Afrique Australe, de la Société zoologique de l'Afrique Australe, de la Société internationale de biogéographie. Après avoir obtenu son doctorat, elle travaille comme scientifique à l'université de Stellenbosch et à l'université Montpellier-II , avant de rejoindre l'université de Johannesbourg où elle enseigne depuis 2011,,.

## Carrière et recherches
Les recherches de Van Vuuren se concentrent sur la génétique des populations, la biologie de la conservation, et l'étude des espèces envahissantes.
Outre la publication d'articles scientifiques, elle est fortement impliquée dans les efforts visant à éradiquer les espèces envahissantes, Elle a collaboré à un certain nombre de projets, notamment en établissant l'ADN du genre Cephalophus. Ses recherches portent sur la façon dont la plasticité phénotypique, la variation écotypique et la variation génétique des espèces indigènes et des espèces introduites affectent leur adaptation aux changements climatiques,.
Elle coordonne l'équipe de travail sur les vertébrés (à l'exclusion des poissons) au National Environmental Management d'Afrique du Sud.
Van Vuuren a été vice-présidente de l'Institut national de bio-informatique d'Afrique du Sud en 2014-2016, et assure depuis 2016 la présidence de la Société Zoologique de l'Afrique Australe. Elle est également depuis 2016 rédactrice sur le thème  de l'écologie du paysage et de l'écosystème pour la revue BMC Ecology.
Van Vuuren est la déléguée officielle de l'Afrique du Sud au Comité scientifique pour les recherches antarctiques et vice-présidente de la commission permanente de Groupe scientifique sur les sciences de la vie depuis 2010.
Elle a beaucoup travaillé sur l'île Marion, une des îles du Prince-Édouard, en tant que chef de projet et a été en 2006 la première femme scientifique expert en chef du voyage annuel du programme antarctique national sud-africain,,.
Son nom est attaché au Petit Molosse de La Réunion (Mormopterus francoismoutoui), une espèce de chauve-souris de la famille des Molossidae, endémique de La Réunion, qu'elle décrit en tant qu’espèce à part entière en 2008 avec d'autres zoologistes.

## Publications
- « Bettine van Vuuren : liste des publications », sur Google Scholar.